# Городское поселение Кубинка
Городско́е поселе́ние Ку́бинка — упразднённое муниципальное образование в Одинцовском районе Московской области.
Крупнейший населённый пункт, в котором расположена администрация поселения, — город Кубинка.
День города — 22 августа.
Глава городского поселения и председатель Совета депутатов — Здрадовский Павел Станиславович.

## Границы
Муниципальное образование граничит с:
- Наро-Фоминским районом (на юге)
- Рузским районом Московской области (на западе)
- Сельским поселением Никольское (на севере)
- Сельским поселением Часцовское (на востоке)
- Городским поселение Голицыно (на востоке)

Площадь территории городского поселения — 24 226 га.

## История
Муниципальное образование было создано в существующих границах в 2006 году на основании закона Московской области «О статусе и границах Одинцовского муниципального района и вновь образованных в его составе муниципальных образований». В его состав вошли город Кубинка и населённые пункты позже упразднённых Крымского и Ново-Осановского сельских округов Одинцовского района Московской области.

## Население
| 2006    | 2007    | 2008    | 2009    | 2010    | 2011    |
| ------- | ------- | ------- | ------- | ------- | ------- |
| 29 493  | ↗29 543 | ↘26 188 | ↗29 614 | ↘26 434 | ↘26 054 |
| 2012    | 2013    | 2014    | 2015    | 2016    | 2017    |
| →26 054 | ↘25 607 | ↘25 069 | ↘24 460 | ↘24 122 | ↘23 774 |
| 2018    | 2019    |         |         |         |         |
| ↘23 497 | ↘23 395 |         |         |         |         |

## Состав городского поселения
Городское поселение Кубинка включает 24 населённых пункта:
| Вид населённого пункта | Наименование       | Население, чел. (2006) | ОКАТО          | Бывшая административная единица |
| ---------------------- | ------------------ | ---------------------- | -------------- | ------------------------------- |
| посёлок                | Авиаработников     | 34                     | 46 241 830 011 | Крымский сельский округ         |
| деревня                | Акулово            | 48                     | 46 241 843 005 | Наро-Осановский сельский округ  |
| деревня                | Анашкино           | 9                      | 46 241 830 007 | Крымский сельский округ         |
| деревня                | Асаково            | 29                     | 46 241 843 002 | Наро-Осановский сельский округ  |
| деревня                | Болтино            | 21                     | 46 241 830 005 | Крымский сельский округ         |
| посёлок                | Дубки              | 360                    | 46 241 830 001 | Крымский сельский округ         |
| деревня                | Дютьково           | 7                      | 46 241 843 009 | Наро-Осановский сельский округ  |
| деревня                | Ерёмино            | 81                     | 46 241 843 004 | Наро-Осановский сельский округ  |
| деревня                | Капань             | 20                     | 46 241 830 006 | Крымский сельский округ         |
| деревня                | Крутицы            | 79                     | 46 241 843 007 | Наро-Осановский сельский округ  |
| село                   | Крымское           | 26                     | 46 241 830 002 | Крымский сельский округ         |
| город                  | Кубинка            | 23 472                 | 46 241 510     |                                 |
| деревня                | Ляхово             | 41                     | 46 241 830 004 | Крымский сельский округ         |
| деревня                | Наро-Осаново       | 26                     | 46 241 843 006 | Наро-Осановский сельский округ  |
| деревня                | Подлипки           | 151                    | 46 241 843 012 | Наро-Осановский сельский округ  |
| деревня                | Полушкино          | 100                    | 46 241 830 009 | Крымский сельский округ         |
| деревня                | Репище             | 58                     | 46 241 843 013 | Наро-Осановский сельский округ  |
| посёлок                | Рыбокомбината Нара | 250                    | 46 241 843 003 | Наро-Осановский сельский округ  |
| деревня                | Софьино            | 1                      | 46 241 843 008 | Наро-Осановский сельский округ  |
| деревня                | Труфановка         | 11                     | 46 241 830 003 | Крымский сельский округ         |
| деревня                | Угрюмово           | 11                     | 46 241 843 011 | Наро-Осановский сельский округ  |
| деревня                | Хомяки             | 19                     | 46 241 830 008 | Крымский сельский округ         |
| деревня                | Чупряково          | 1951                   | 46 241 843 001 | Наро-Осановский сельский округ  |
| деревня                | Якшино             | 2                      | 46 241 843 010 | Наро-Осановский сельский округ  |